# Гаплогруппа J2b (Y-ДНК)
Гаплогруппа J2b — гаплогруппа Y-хромосомы человека. 

## Происхождение
Гаплогруппа J2b-M102 по оценке YFull возникла 18 600 лет назад. Делится на 2 крупные ветви: европейскую, характерную в большей степени для Южной Европы и Балкан, и азиатскую, характерную для арабов, сирийцев, индийцев и др.

## Субклады
- J2b
  - J-Y143912
  -  J-Z534
    - J-M205 (J2b1)
    -  J-Z1825 (J2b2)

## Распространение

### Тюркские народы
- Татары-мишари — 19,27% [1]
- кумыки — 3 % (80)[2]
- азербайджанцы — 2 % (93)[2]
- кубанские ногайцы — 1,2 % (87) [3]
- караногайцы — 1 % (130)[2]
- карачаевцы — 0 % (69)[3] 0,8 % (126)[4]
- балкарцы — 1,7 % (235)[4]
  - баксанцы — 2,4 %
  - безенгиевцы — 2,6 %
  - малкарцы — 2,9 %

### Кавказ
Абхазо-адыгские народы
- абхазы — 0,6 % (162)
- адыгейцы — 2,0 % (154)
- черкесы — 0,7 % (142)[5]

Дагестанские народы
- лезгины — 1 % (290)[2]

Индоевропейские народы
- армяне — 5,3 % (57)

## Палеогенетика

### Неолит
Тепе Абдул-Хосейн
- AH2 | 19001-SK#1 __ Нурабад (шахрестан), Лурестан, Иран __ 8205-7756 calBCE (8833±41 BP, MAMS-25472) __ М __ J2b > J-Y143912 # R2 > R2-a4*.[6]

### Мезолит
Триалетская мезолитическая культура
- NEO281 __ Kotias Klde (basket #62, layer B, sq. G9, depth 335-340) __ Чиатурский муниципалитет, Имеретия, Грузия __ 7944-7602 calBCE (8735±44 BP, UBA-40023) __ М __ J2b > J-Z529 # H13c.[7]

### Бронзовый век
Titriş Höyük
- TIT021 | 98 TH 80084 __ Шанлыурфа (ил), Турция __ 2331-2143 cal BCE (3799 ± 25 BP, MAMS-40684) __ М __ J2b (M12).[8]

Tel Yehud (Tell el-Yehudia)
- Йехуд, Йехуд-Моноссон, Центральный округ (Израиль) __ 2000 BCE.[9]
  - I6923 | S6923.E1.L1 __ М __ J > J2b.
  - I7182 | S7182.E1.L1 __ М __ J > J2b # T1a2.

### Средние века
Княжество Беневенто
- VEN010 | JK780 __ Venosa (3,1) __ Веноза, Потенца (провинция), Базиликата, Италия __ 670-775 CE (1263±23, MAMS-28368) __ М __ J2b (M12) # W6 > W6s.[10]

Парвак
- I1808 | Grave 52, single burial , PARWAK30 __ Читрал (округ), Хайбер-Пахтунхва, Пакистан __ 720-895 calCE (1200±30 BP, Beta-428663) __ М __ J > J2b # J1b1.[11]

## Публикации
2010
- Литвинов С. С. Изучение генетической структуры народов Западного Кавказа по данным о полиморфизме Y-хромосомы, митохондриальной ДНК и Alu-инсерций. — Уфа, 2010. — 23 с.

2016
- Singh S; Singh A; Rajkumar R; et al. (January 2016). Dissecting the influence of Neolithic demic diffusion on Indian Y-chromosome pool through J2-M172 haplogroup. Scientific Reports. 6. doi:10.1038/srep19157. PMC 4709632. PMID 26754573.
- Broushaki F; Thomas MG; Link V; et al. (July 2016). Early Neolithic genomes from the eastern Fertile Crescent. Science. 353 (6298): 499–503. doi:10.1126/science.aaf7943. PMC 5113750. PMID 27417496.

2017
- Джаубермезов М. А., Екомасова Н. В., Литвинов С. С., Хусаинова Р. И., Ахметова В. Л., Балинова Н. В., Хуснутдинова Э. К. Генетическая характеристика балкарцев и карачаевцев по данным об изменчивости Y-хромосомы // Генетика. — 2017. — Т. 53, № 10. — С. 1224–1231.

2019
- Narasimhan V.; Patterson N.; Moorjani P; et al. (September 2019). The formation of human populations in South and Central Asia. Science. 365 (6457). doi:10.1126/science.aat7487. PMC 6822619. PMID 31488661.

2020
- Agranat-Tamir L; Waldman S; Martin MAS; et al. (May 2020). The Genomic History of the Bronze Age Southern Levant. Cell. 181 (5): 1146-1157.e11. doi:10.1016/j.cell.2020.04.024. PMID 32470400.
- Skourtanioti E; Erdal YS; Frangipane M; et al. (May 2020). Genomic History of Neolithic to Bronze Age Anatolia, Northern Levant, and Southern Caucasus. Cell. 181 (5): 1158-1175.e28. doi:10.1016/j.cell.2020.04.044. PMID 32470401.

2021
- Posth C; Zaro V; Spyrou MA; et al. (September 2021). The origin and legacy of the Etruscans through a 2000-year archeogenomic time transect. Science Advances. 7 (39): eabi7673. doi:10.1126/sciadv.abi7673. PMC 8462907. PMID 34559560.

2023
- Agdzhoyan A, Iskandarov N, Ponomarev G, Pylev V, Koshel S, Salaev V, Pocheshkhova E, Kagazezheva Z, Balanovska E (September 2023). Origins of East Caucasus Gene Pool: Contributions of Autochthonous Bronze Age Populations and Migrations from West Asia Estimated from Y-Chromosome Data. Genes (Basel). 14 (9): 1780. doi:10.3390/genes14091780. PMC 10530682. PMID 37761920.{{cite journal}}:  Википедия:Обслуживание CS1 (не помеченный открытым DOI) (ссылка)